# Tetragnatha cambridgei
Tetragnatha cambridgei là một loài nhện trong họ Tetragnathidae.
Loài này thuộc chi Tetragnatha. Tetragnatha cambridgei được miêu tả năm 1942 bởi Roewer.